# Pseudanisentomon yongxingense
Pseudanisentomon yongxingense är en urinsektsart som beskrevs av Yin 1988. Pseudanisentomon yongxingense ingår i släktet Pseudanisentomon och familjen trakétrevfotingar. Inga underarter finns listade i Catalogue of Life.